# Eleonora Cunsolo
Eleonora Cunsolo (Roma, 27 dicembre 1996) è una calciatrice italiana, di ruolo difensore.

## Carriera

### Gli inizi
Cunsolo inizia a giocare a calcio all'età di 7 anni, al Centro Sportivo Longarina, dove si trova la scuola calcio "Francesco Totti", situata ad Ostia Antica Roma. Nella stagione 2008-2009, passa all'Axa Calcio, con la quale vince il titolo regionale giovanissime contro la Roma, segnando anche un gol nel 3-1 finale. La stagione successiva, viene convocata nella rappresentativa Lazio Under-15 Femminile, giocando le finali a Chianciano Terme, dove con la propria rappresentativa chiude al 5º posto: questa stagione è stata anche l'ultima "mista" con i maschi. Nella stagione 2010-2011, passa alla "Totti Soccer School", nel campionato regionale di Serie C Lazio, con il quale vince la coppa regionale, battendo in finale 3-2 il Fiano Romano, e segnando anche il gol decisivo. Con la rappresentativa regionale Under-15, dove diventa capitano, ottiene invece il 3º posto dietro Veneto e Lombardia.

### La prima esperienza in Serie A e chiamata in Nazionale Under-17
Nella stagione 2011-2012, Cunsolo esordisce all'età di 15 anni nella Lazio in Serie A, collezionando 22 presenze da titolare, e siglando anche 3 gol in Coppa Italia. Nella stessa stagione, viene convocata in Nazionale Under-17 per gli Europei di categoria.
Durante il calciomercato estivo 2012 decide di trasferirsi alla Res Roma, società emergente tra le realtà del calcio femminile romano, per giocare la stagione entrante in Serie A2, l'allora secondo livello nella struttura del campionato italiano di categoria. Nella sua stagione d'esordio in giallorosso viene impiegata in 12 occasioni, siglando una rete, quella che alla 18ª giornata fissa il risultato sul 4-0 sul Women Civitavecchia, condividendo con le compagne il percorso che vedono la sua squadra primeggiare nel girone D del campionato e che con 17 vittorie, un pareggio e nessuna sconfitta si classifica al primo posto e conquista la promozione in Serie A. A queste si affiancano le due presenze in Coppa Italia e l'impiego nella formazione Primavera.
Nella stagione 2014-2015 vince il campionato primavera con la Res Roma. A fine stagione, annuncia il suo addio alla Res Roma.
Il 1º agosto viene ufficializzato il suo passaggio all'Acese, tuttavia la rinuncia della società all'iscrizione alla Serie A svincola Cunsolo che prima dell'inizio del campionato si accasa alla Pink Sport Time. In seguito, si è accordata con il Grifone Gialloverde per disputare il girone D del campionato di Serie B 2017-2018 con la società laziale. Nella stagione Serie A 2018-2019 entra a far parte della rosa della nuova squadra femminile della A.S. Roma.

### Nazionale
L'esordio con la maglia azzurra avviene il 10 ottobre 2011, nella partita vinta per 6-0 contro la Macedonia. Colleziona complessivamente 16 presenze di cui 9 in gare ufficiali per le varie fasi di qualificazioni agli europei Under-17. Nella stagione 2012-2013, passa alla Res Roma e ci rimane per tre stagioni collezionando 45 presenze da titolare, e siglando anche 1 gol, 7 presenze in Coppa Italia e 14 in Primavera e siglando una rete. Dopo aver chiuso la sua esperienza in Under-17, viene convocata dal tecnico Corrado Corradini per la Nazionale Under-19. Alla prima fase di qualificazione al Campionato europeo di categoria 2013, colleziona 3 presenze di cui 3 in gare ufficiali. Continua la sua esperienza anche nella prima fase di qualificazione dell'Europeo 2014, collezionando 3 presenze di cui 2 in gare ufficiali.

## Statistiche

### Presenze e reti nei club
Aggiornato al 1º luglio 2020.
| Stagione        | Squadra             | Campionato      | Campionato | Campionato | Coppe nazionali | Coppe nazionali | Coppe nazionali | Coppe internazionali | Coppe internazionali | Coppe internazionali | Altre coppe | Altre coppe | Altre coppe | Totale | Totale |
| Stagione        | Squadra             | Camp            | Pres       | Reti       | Comp            | Pres            | Reti            | Comp                 | Pres                 | Reti                 | Comp        | Pres        | Reti        | Pres   | Reti   |
| --------------- | ------------------- | --------------- | ---------- | ---------- | --------------- | --------------- | --------------- | -------------------- | -------------------- | -------------------- | ----------- | ----------- | ----------- | ------ | ------ |
| 2010-2011       | Totti Soccer School | C               | 8          | 2          | -               | -               | -               | -                    | -                    | -                    | Coppa Lazio | 4           | 3           | 12     | 5      |
| 2011-2012       | Lazio CF            | A               | 22         | 1          | CI              | 4               | 3               | -                    | -                    | -                    | -           | -           | -           | 26     | 4      |
| 2012-2013       | Res Roma            | A2              | 12         | 1          | CI              | 2               | 0               | -                    | -                    | -                    | -           | -           | -           | 14     | 1      |
| 2013-2014       | Res Roma            | A               | 9          | 0          | CI              | 1               | 0               | -                    | -                    | -                    | -           | -           | -           | 10     | 0      |
| 2014-2015       | Res Roma            | A               | 24         | 0          | CI              | 4               | 0               | -                    | -                    | -                    | -           | -           | -           | 28     | 0      |
| Totale Res Roma | Totale Res Roma     | Totale Res Roma | 45         | 1          |                 | 7               | 0               |                      | -                    | -                    |             | -           | -           | 52     | 1      |
| 2015-2016       | Pink Sport Time     | A               | 4          | 0          | CI              | 3               | 1               | -                    | -                    | -                    | -           | -           | -           | 7      | 1      |
| 2016-2017       | Cuneo               | A               | 0          | 0          | CI              | 0               | 0               | -                    | -                    | -                    | -           | -           | -           | 0      | 0      |
| 2017-2018       | Grifone             | B               | 15         | 0          | CI              | ?               | ?               | -                    | -                    | -                    | -           | -           | -           | 15     | 0      |
| 2018-2019       | Roma                | A               | 0          | 0          | CI              | 1               | 0               | -                    | -                    | -                    | -           | -           | -           | 1      | 0      |
| 2019-2020       | Roma                | A               | 2          | 0          | CI              | 2               | 0               | -                    | -                    | -                    | -           | -           | -           | 4      | 0      |
| Totale Roma     | Totale Roma         | Totale Roma     | 2          | 0          |                 | 3               | 0               |                      | -                    | -                    |             | -           | -           | 5      | 0      |
| Totale carriera | Totale carriera     | Totale carriera | 96         | 4          |                 | 17+             | 4+              |                      | -                    | -                    |             | 4           | 3           | 117+   | 11+    |

### Cronologia delle presenze e delle reti in Nazionale
| Cronologia completa delle presenze e delle reti in nazionale17 ― Italia | Cronologia completa delle presenze e delle reti in nazionale17 ― Italia | Cronologia completa delle presenze e delle reti in nazionale17 ― Italia | Cronologia completa delle presenze e delle reti in nazionale17 ― Italia | Cronologia completa delle presenze e delle reti in nazionale17 ― Italia | Cronologia completa delle presenze e delle reti in nazionale17 ― Italia | Cronologia completa delle presenze e delle reti in nazionale17 ― Italia | Cronologia completa delle presenze e delle reti in nazionale17 ― Italia |
| Data                                                                    | Città                                                                   | In casa                                                                 | Risultato                                                               | Ospiti                                                                  | Competizione                                                            | Reti                                                                    | Note                                                                    |
| ----------------------------------------------------------------------- | ----------------------------------------------------------------------- | ----------------------------------------------------------------------- | ----------------------------------------------------------------------- | ----------------------------------------------------------------------- | ----------------------------------------------------------------------- | ----------------------------------------------------------------------- | ----------------------------------------------------------------------- |
| 17-09-2011                                                              | Torino                                                                  | Italia under 17                                                         | 0 – 0                                                                   | Belgio under 17                                                         | Amichevole                                                              | 0                                                                       |                                                                         |
| 10-10-2011                                                              | Strumica                                                                | Italia under 17                                                         | 6 – 0                                                                   | Macedonia del Nord under 17                                             | Qual. Europeo under 17 2012                                             | 0                                                                       |                                                                         |
| 12-10-2011                                                              | Strumica                                                                | Romania under 17                                                        | 3 – 2                                                                   | Italia under 17                                                         | Qual. Europeo under 17 2012                                             | 0                                                                       |                                                                         |
| 15-10-2011                                                              | Strumica                                                                | Italia under 17                                                         | 1 – 1                                                                   | Irlanda under 17                                                        | Qual. Europeo under 17 2012                                             | 0                                                                       |                                                                         |
| 02-03-2012                                                              | Bratislava                                                              | Grecia under 17                                                         | 0 – 3                                                                   | Italia under 17                                                         | Torneo di Bratislava 1997                                               | 0                                                                       |                                                                         |
| 04-03-2012                                                              | Bratislava                                                              | Italia under 17                                                         | 3 – 0                                                                   | Slovenia under 17                                                       | Torneo di Bratislava 1997                                               | 0                                                                       |                                                                         |
| 21-03-2012                                                              | Meda                                                                    | Italia under 17                                                         | 1 – 1                                                                   | Svizzera under 17                                                       | Amichevole                                                              | 0                                                                       |                                                                         |
| 09-05-2012                                                              | Bressanone                                                              | Austria under 17                                                        | 2 – 1                                                                   | Italia under 17                                                         | Amichevole                                                              | 0                                                                       |                                                                         |
| 10-09-2012                                                              | Belfast                                                                 | Italia under 17                                                         | 5 – 0                                                                   | Israele under 17                                                        | Qual. Europeo under 17 2013                                             | 0                                                                       |                                                                         |
| 12-09-2012                                                              | Castledawson                                                            | Irlanda del Nord under 17                                               | 1 – 0                                                                   | Italia under 17                                                         | Qual. Europeo under 17 2013                                             | 0                                                                       |                                                                         |
| 15-09-2012                                                              | Ballymena                                                               | Italia under 17                                                         | 4 – 1                                                                   | Inghilterra under 17                                                    | Qual. Europeo under 17 2013                                             | 0                                                                       |                                                                         |
| 12-02-2013                                                              | Firenze                                                                 | Italia under 17                                                         | 0 – 0                                                                   | Finlandia under 17                                                      | Amichevole                                                              | 0                                                                       |                                                                         |
| 14-02-2013                                                              | Firenze                                                                 | Italia under 17                                                         | 4 – 0                                                                   | Finlandia under 17                                                      | Amichevole                                                              | 1                                                                       |                                                                         |
| 09-04-2013                                                              | Roudnice                                                                | Rep. Ceca under 17                                                      | 2 – 2                                                                   | Italia under 17                                                         | Qual. Europeo under 17 2013                                             | 0                                                                       |                                                                         |
| 11-04-2013                                                              | Roudnice                                                                | Svizzera under 17                                                       | 2 – 1                                                                   | Italia under 17                                                         | Qual. Europeo under 17 2013                                             | 0                                                                       |                                                                         |
| 14-04-2013                                                              | Praga                                                                   | Italia under 17                                                         | 1 – 0                                                                   | Svezia under 17                                                         | Qual. Europeo under 17 2013                                             | 0                                                                       |                                                                         |
| Totale                                                                  |                                                                         | Presenze                                                                | 16                                                                      |                                                                         | Reti                                                                    | 1                                                                       |                                                                         |

| Cronologia completa delle presenze e delle reti in nazionale19 ― Italia | Cronologia completa delle presenze e delle reti in nazionale19 ― Italia | Cronologia completa delle presenze e delle reti in nazionale19 ― Italia | Cronologia completa delle presenze e delle reti in nazionale19 ― Italia | Cronologia completa delle presenze e delle reti in nazionale19 ― Italia | Cronologia completa delle presenze e delle reti in nazionale19 ― Italia | Cronologia completa delle presenze e delle reti in nazionale19 ― Italia | Cronologia completa delle presenze e delle reti in nazionale19 ― Italia |
| Data                                                                    | Città                                                                   | In casa                                                                 | Risultato                                                               | Ospiti                                                                  | Competizione                                                            | Reti                                                                    | Note                                                                    |
| ----------------------------------------------------------------------- | ----------------------------------------------------------------------- | ----------------------------------------------------------------------- | ----------------------------------------------------------------------- | ----------------------------------------------------------------------- | ----------------------------------------------------------------------- | ----------------------------------------------------------------------- | ----------------------------------------------------------------------- |
| 21-09-2013                                                              | Odranci                                                                 | Italia under 19                                                         | 2 – 2                                                                   | Slovacchia under 19                                                     | Qual. Europeo under 19 2014                                             | 0                                                                       |                                                                         |
| 23-09-2013                                                              | Odranci                                                                 | Italia under 19                                                         | 4 – 0                                                                   | Albania under 19                                                        | Qual. Europeo under 19 2014                                             | 0                                                                       |                                                                         |
| 26-09-2013                                                              | Beltinci                                                                | Polonia under 19                                                        | 0 – 0                                                                   | Italia under 19                                                         | Qual. Europeo under 19 2014                                             | 0                                                                       |                                                                         |
| 13-09-2014                                                              | Bursa                                                                   | Italia under 19                                                         | 1 – 0                                                                   | Turchia under 19                                                        | Qual. Europeo under 19 2015                                             | 0                                                                       |                                                                         |
| 15-09-2014                                                              | Bursa                                                                   | Italia under 19                                                         | 8 – 0                                                                   | Kazakistan under 19                                                     | Qual. Europeo under 19 2015                                             | 0                                                                       |                                                                         |
| 18-09-2014                                                              | Bursa                                                                   | Galles under 19                                                         | 0 – 3                                                                   | Italia under 19                                                         | Qual. Europeo under 19 2015                                             | 0                                                                       |                                                                         |
| 05-03-2015                                                              | La Manga                                                                | Inghilterra under 19                                                    | 3 – 1                                                                   | Italia under 19                                                         | Torneo La Manga 2015                                                    | 0                                                                       |                                                                         |
| 07-03-2015                                                              | La Manga                                                                | Germania under 19                                                       | 4 – 0                                                                   | Italia under 19                                                         | Torneo La Manga 2015                                                    | 0                                                                       |                                                                         |
| 09-03-2015                                                              | La Manga                                                                | Svizzera under 19                                                       | 2 – 1                                                                   | Italia under 19                                                         | Torneo La Manga 2015                                                    | 0                                                                       |                                                                         |
| 04-04-2015                                                              | Stara Pazova                                                            | Italia under 19                                                         | 4 – 2                                                                   | Serbia under 19                                                         | Qual. Europeo under 19 2015                                             | 0                                                                       |                                                                         |
| 06-04-2015                                                              | Stara Pazova                                                            | Austria under 19                                                        | 2 – 3                                                                   | Italia under 19                                                         | Qual. Europeo under 19 2015                                             | 0                                                                       |                                                                         |
| 04-04-2015                                                              | Pećinci                                                                 | Italia under 19                                                         | 1 – 2                                                                   | Svezia under 19                                                         | Qual. Europeo under 19 2015                                             | 0                                                                       |                                                                         |
| Totale                                                                  |                                                                         | Presenze                                                                | 12                                                                      |                                                                         | Reti                                                                    | 0                                                                       |                                                                         |

## Palmarès

### Giovanili
- Campionato Primavera: 1

Res Roma: 2014-2015